# Diffusionsweg
Unter einem Diffusionsweg versteht man den Weg, über den Atome in einem Werkstoff diffundieren. Dabei unterscheidet man im Festkörper zwischen Volumendiffusion (Gitterdiffusion), Korngrenzendiffusion und Grenz- bzw. Oberflächendiffusion. Je nach Diffusionsweg bestehen größere Unterschiede in Geschwindigkeit und Umfang des Stofftransportes (Massefluss).
Bei der Volumendiffusion findet die Diffusion direkt innerhalb der Kristallite statt. Auf Grund der starken Bindungskräfte zwischen den Atomen im Gitter und den wenigen Leerstellen ist die Aktivierungsenergie des Diffusionsvorganges hier sehr hoch. Dementsprechend ist der Massefluss gemäß dem Fickschen Gesetz klein bezogen auf einen konstanten Vergleichsdiffusionsquerschnitt {\displaystyle F}.
Bei der Korngrenzendiffusion wandern die Atome über die Korngrenze in ein benachbartes Korn. Da Korngrenzen Orte mit besonders vielen Gitterfehlern sind, ist die Bindungsenergie zwischen den Gitteratomen geringer und damit auch die benötigte Aktivierungsenergie zur Diffusion. Bezogen auf den Querschnitt {\displaystyle F} ist der Massefluss größer als bei der Volumendiffusion.